# Roman Reigns
Leati Joseph Anoa'i, meglio conosciuto con il ring name Roman Reigns (Pensacola, 25 maggio 1985), è un wrestler ed ex giocatore di football americano statunitense sotto contratto con la WWE.
Dopo aver giocato a football americano al college di Atlanta (Georgia Tech Yellow Jackets) dal 2003 al 2007, Joseph Anoa'i ha iniziato la sua carriera tra i professionisti con brevi periodi di off-season nei Minnesota Vikings e nei Jacksonville Jaguars della NFL; ha poi militato per una stagione completa nei canadesi degli Edmonton Eskimos durante il 2008, ma al termine dell'annata si è ritirato ufficialmente.
Anoa'i ha quindi perseguito una carriera nel wrestling ed è stato messo sotto contratto dalla WWE nel 2010, allenandosi inizialmente nel territorio di sviluppo della Florida Championship Wrestling. A partire dal 2012 è stato inserito nel roster principale come membro della stable The Shield insieme a Dean Ambrose e Seth Rollins; dopo lo scioglimento del gruppo nel 2014, ha iniziato la propria carriera in singolo, lottando fin da subito in incontri importanti. In totale ha conquistato quattro volte il WWE Championship, due volte l'Universal Championship (il cui secondo regno di 1316 giorni è il più lungo dal 1988, nonché della storia del titolo) e una volta ciascuno l'Intercontinental Championship, lo United States Championship e il WWE Tag Team Championship (con Seth Rollins), risultando quindi essere il diciassettesimo wrestler della storia ad aver completato il Grande Slam (nuovo formato); ha inoltre vinto l'edizione 2015 della Royal Rumble, mettendo a referto sei eliminazioni.

## Carriera nel football americano
Joseph Anoa'i ha giocato a football americano per quattro anni alla Pensacola Catholic High School e per un anno alla Escambia High School. In quel periodo è stato premiato come miglior difensore del campionato da molti giornali locali.
Nel 2003 ha iniziato a frequentare il college di Atlanta, giocando con i Georgia Tech Yellow Jackets; a partire dal suo secondo anno è divenuto titolare, rimanendolo per le successive due stagioni. Nel 2006 è stato nominato capitano della squadra ed è stato inserito nella formazione ideale della Atlantic Coast Conference; quell'anno ha ottenuto uno score di 29 tackle, inclusi 12 sack. Al termine dell'esperienza universitaria, non è stato selezionato nel draft 2007 della NFL ed ha quindi firmato con i Minnesota Vikings come free agent, ma si è svincolato il mese successivo. Durante l'estate ha sostenuto un provino con i Jacksonville Jaguars, ma non è stato ingaggiato.
Nel 2008 è passato ai canadesi degli Edmonton Eskimos, militanti nella Canadian Football League; portando il numero 99. Nella compagine canadese, ha disputato cinque partite di campionato, tre delle quali come titolare. Nel mese di novembre si è svincolato dalla squadra e ha annunciato il ritiro dal football.

## Carriera nel wrestling

### WWE (2010–presente)

#### Florida Championship Wrestling (2010–2012)
Joseph Anoa'i ha firmato un contratto di sviluppo con la World Wrestling Entertainment nel luglio 2010 e fu mandato nella Florida Championship Wrestling per allenarsi. Ha fatto il suo debutto con il nome Roman Leakee (in seguito accorciato semplicemente in Leakee) il 9 settembre 2010 in un match perso contro Richie Steamboat. Dopo ulteriori sconfitte contro Idol Stevens e Wes Brisco ha ottenuto la sua prima vittoria il 21 settembre contro Fahd Rakman. Leakee ha continuato a lottare nella FCW principalmente in tag team match. Il 16 gennaio 2011 ha preso parte alla 30-man Grand Royal, ma è stato eliminato. Sempre nel 2011 ha formato un tag team con Donny Marlow e l'8 luglio i due hanno sfidato Calvin Raines e Big E Langston per l'FCW Florida Tag Team Championship, ma senza successo.
L'8 gennaio 2012 ha schienato il campione Leo Kruger in un tag team match che non vedeva in palio l'FCW Florida Heavyweight Championship di Kruger. Leakee è divenuto il primo sfidante per il titolo di Kruger dopo aver sconfitto Dean Ambrose e Seth Rollins in un triple threat match disputatosi il 5 febbraio, ma non è poi riuscito a vincere il titolo la settimana successiva. Leakee ha invece vinto l'FCW Florida Tag Team Championship insieme a Mike Dalton il 15 giugno contro Corey Graves e Jake Carter in un house show; dopo aver difeso con successo il titolo contro gli ex campioni, Leakee e Dalton sono stati sconfitti da CJ Parker e Jason Jordan il 13 luglio in un altro house show.

#### NXT(2012)
Dopo che la FCW ha chiuso nell'agosto 2012 tutti i talenti sono stati spostati ad NXT, nuovo territorio di sviluppo della WWE. Ha debuttato a NXT come heel e con il nuovo nome Roman Reigns nella puntata di NXT del 31 ottobre, quando ha sconfitto CJ Parker. Due settimane dopo ha sconfitto anche Chase Donovan. Reigns ha fatto la sua ultima apparizione a NXT nella puntata del 5 dicembre 2012 in cui ha sconfitto il jobber Gavin Reids.

#### The Shield (2012–2014)

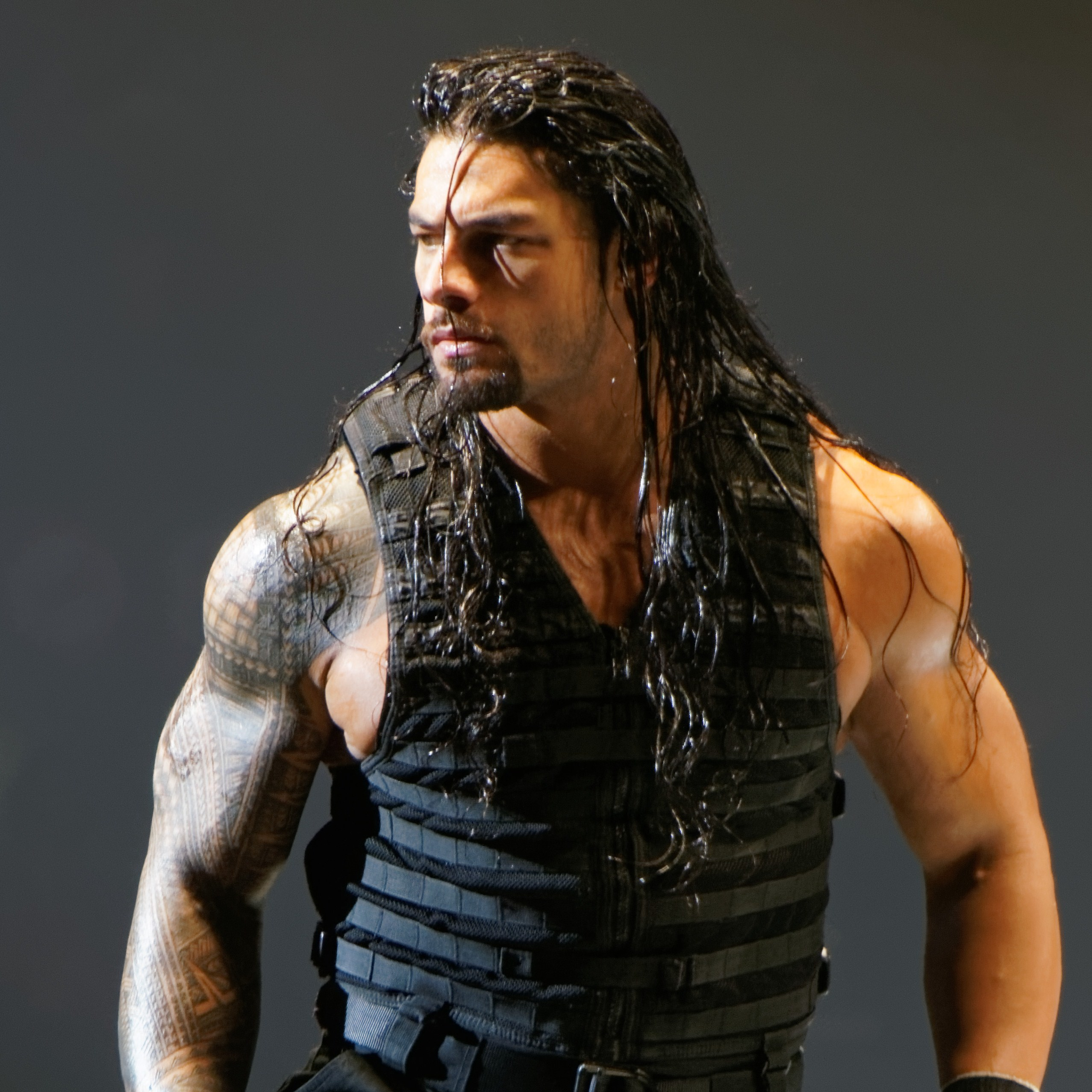
Roman Reigns nel 2013

Il 18 novembre 2012 alle Survivor Series ha fatto il suo debutto nel main roster della WWE insieme a Dean Ambrose e Seth Rollins nel match per il WWE Championship fra John Cena, Ryback e CM Punk, aiutando quest'ultimo a mantenere il titolo. Nella puntata di Raw del 26 novembre i tre sono stati intervistati da Michael Cole ed è stato rivelato che il nome del gruppo è "The Shield" e che loro combattono le "ingiustizie". Il trio ha negato di lavorare per CM Punk, ma sono spesso emersi dal pubblico per attaccare i rivali di Punk, come Ryback e il Team Hell No (Kane e Daniel Bryan). Questi attacchi hanno portato a un six-man tag team Tables, Ladders and Chairs match tra il Team Hell No e Ryback contro i tre membri dello Shield il 16 dicembre a TLC, dove questi ultimi sono emersi vincitori. Lo Shield ha continuato ad aiutare CM Punk nel gennaio 2013, attaccando Ryback e The Rock. Nella puntata di Raw del 28 gennaio è stato rivelato che Punk e il suo manager Paul Heyman avevano pagato Brad Maddox e lo Shield per lavorare per loro sin dall'inizio.
L'alleanza tra Punk e lo Shield si è quindi interrotta, con questi ultimi che hanno iniziato una faida con John Cena, Ryback e Sheamus, che hanno sconfitto il 17 febbraio a Elimination Chamber. Lo Shield ha combattuto il suo primo match a Raw la notte seguente, quando ha sconfitto Ryback, Sheamus e Chris Jericho. Sheamus allora ha formato un'alleanza con Randy Orton e Big Show per affrontare lo Shield il 7 aprile a WrestleMania 29, dove i membri dello Shield hanno ottenuto la loro prima vittoria a WrestleMania. Lo Shield ha tentato di attaccare The Undertaker la notte seguente a Raw, ma sono stati fermati dal Team Hell No: ciò ha portato tra i sei a un match nella puntata di Raw del 22 aprile, dove lo Shield ha vinto. Nella puntata di Raw del 13 maggio la striscia di imbattibilità dello Shield nei six-man tag team match si è conclusa contro John Cena, Kane e Daniel Bryan in un elimination tag team match.
Reigns e Rollins hanno sconfitto il Team Hell No in un tornado tag team match e hanno vinto il WWE Tag Team Championship il 19 maggio a Extreme Rules, mentre nella puntata di Raw del 27 maggio hanno sconfitto gli ex campioni in una rivincita titolata. Nella puntata di SmackDown del 14 giugno la striscia di imbattibilità dello Shield senza essere mai schienati o sottomessi nei six-man tag team match televisivi si è conclusa contro il Team Hell No e Randy Orton. Reigns e Rollins hanno però sconfitto Bryan e Orton in un match titolato il 16 giugno a Payback, mentre nel Kickoff di Money in the Bank hanno difeso con successo il WWE Tag Team Championship contro gli Usos (Jimmy e Jey Uso). Nel mese di agosto lo Shield si è unito all'Authority guidata da Triple H e Stephanie McMahon. Reigns e Rollins hanno difeso il titolo ancora una volta il 15 settembre a Night of Champions, dove hanno sconfitto i Prime Time Players (Darren Young e Titus O'Neil), mentre Reigns è stato schienato per la prima volta da quando è nel roster principale della WWE nella puntata di Raw del 23 settembre, quando Jey Uso lo ha schienato e lo Shield ha perso un 11-on-3 handicap elimination match. Reigns e Rollins hanno perso anche il 6 ottobre a Battleground contro Cody Rhodes e Goldust, che hanno così riconquistato il loro posto di lavoro; il WWE Tag Team Championship non era in palio, ma lo hanno perso nella puntata di Raw del 14 ottobre a causa di Big Show in un no disqualification match. I due non sono poi riusciti a riconquistare il titolo il 27 ottobre a Hell in a Cell, in un match che includeva anche gli Usos. Il 24 novembre alle Survivor Series ha preso parte al tradizionale Survivor Series elimination tag team match insieme ad Ambrose, Rollins e i Real Americans (Antonio Cesaro e Jack Swagger) contro Cody Rhodes e Goldust, gli Usos (Jimmy e Jey Uso) e Rey Mysterio; Reigns è stato autore di quattro eliminazioni (un record) ed è stato l'unico sopravvissuto, portando il suo team alla vittoria. Dopo che il 15 dicembre a TLC: Tables, Ladders & Chairs lo Shield ha perso un 3-on-1 handicap match contro CM Punk quando Reigns aveva accidentalmente colpito Ambrose con una spear, lo stesso Reigns è stato l'unico dei tre membri dello Shield a sconfiggere Punk, riuscendo a tale scopo nella puntata "Old School" di Raw del 6 gennaio 2014 grazie a una distrazione causata da Ambrose.
Il 26 gennaio Reigns ha partecipato al Royal Rumble match alla Royal Rumble ed è stato l'ultimo eliminato, autore di dodici eliminazioni (un record), inclusi Ambrose e Rollins. Dopo che la notte successiva a Raw la Wyatt Family è costata ai tre membri dello Shield la partecipazione all'Elimination Chamber match per il WWE World Heavyweight Championship, le due fazioni si sono affrontate il 23 febbraio a Elimination Chamber, dove lo Shield è stato sconfitto. Lo Shield sembrava sul punto di dividersi dopo essere stati sconfitti dalla Wyatt Family in una rivincita nella puntata di Raw del 3 marzo, ma si sono chiariti nella puntata di SmackDown del 7 marzo e i tre hanno iniziato a disubbidire a Kane, direttore delle operazioni dell'Authority. Ciò ha portato a un six-man tag team match tra lo Shield e Kane e i New Age Outlaws (Road Dogg e Billy Gunn) il 6 aprile a WrestleMania XXX, dove lo Shield ha vinto. A causa di ciò, lo Shield ha abbandonato l'Authority e Reigns, come Ambrose e Rollins, è diventato un beniamino del pubblico. Lo Shield ha sconfitto la rinata Evolution (Triple H, Randy Orton e Batista) sia a Extreme Rules il 4 maggio, sia a Payback il 1º giugno. Quando Batista ha lasciato l'Evolution la notte seguente a Raw, Triple H ha dato il via al suo "piano B": ciò ha visto Rollins tradire Reigns e Ambrose, attaccandoli con una sedia e alleandosi nuovamente con Triple H e l'Authority.

#### Ascesa al vertice (2014–2015)

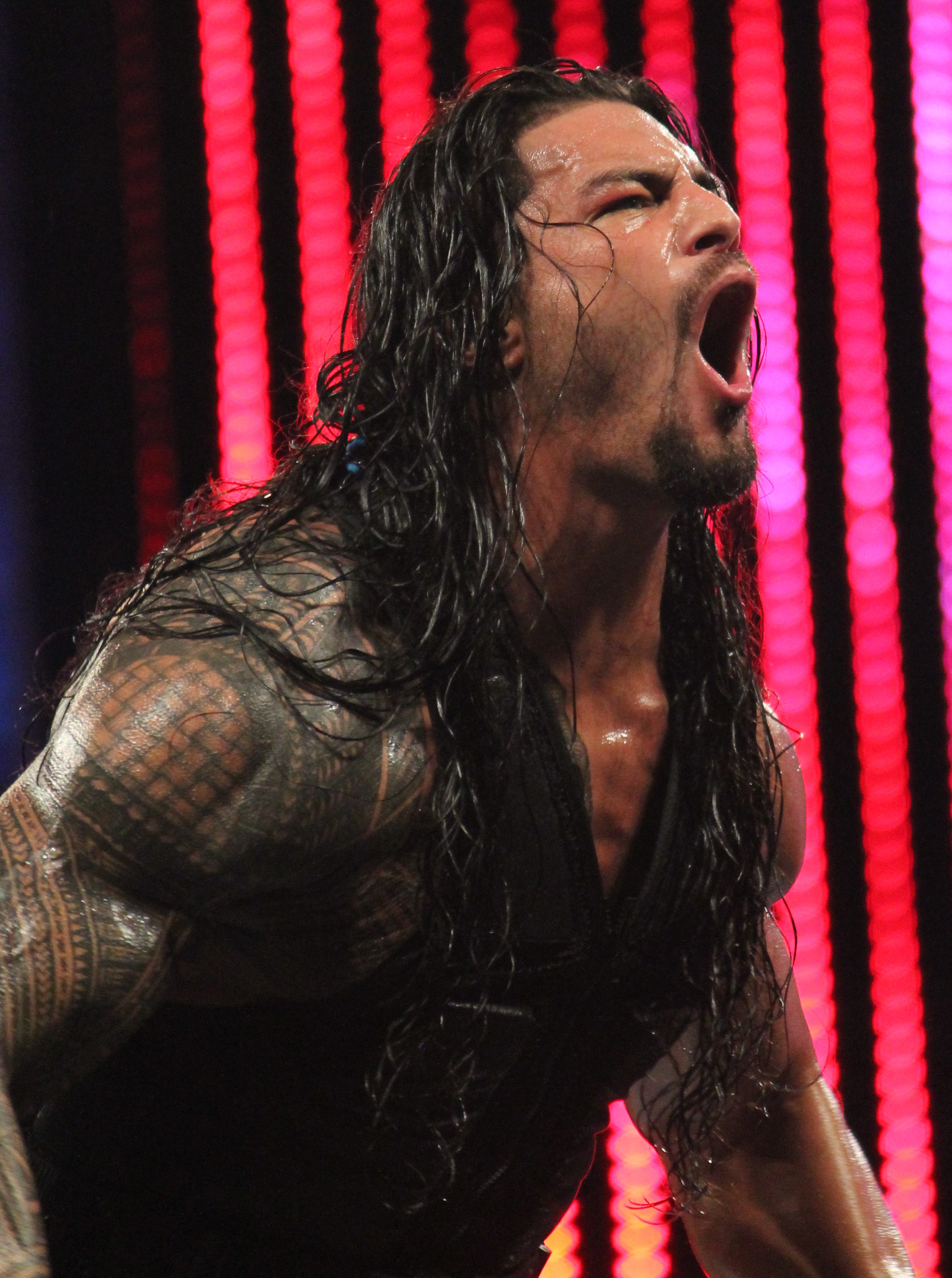
Roman Reigns nel 2014

Roman Reigns ha iniziato a lottare come wrestler singolo dopo lo scioglimento dello Shield: nella puntata di Raw del 16 giugno ha infatti vinto una battle royal e si è qualificato al Money in the Bank ladder match per il vacante WWE World Heavyweight Championship, ma il 29 giugno non è riuscito a conquistare il titolo, vinto da John Cena. Reigns ha ottenuto una nuova opportunità per il titolo contro Cena il 20 luglio a Battleground in un fatal four-way match che includeva anche Randy Orton e Kane, ma non è riuscito a vincere. Reigns ha poi iniziato una rivalità con Orton, che ha sconfitto in un match a SummerSlam. Reigns avrebbe dovuto affrontare Seth Rollins il 21 settembre a Night of Champions, ma il giorno precedente all'evento è stato operato d'urgenza per un'ernia inguinale che lo ha costretto ad uno stop di circa tre mesi; Rollins ha comunque preso parte all'evento e ha ottenuto una vittoria per countout.
Nel mese di dicembre Reigns è stato votato come "il wrestler dell'anno" vincendo lo Slammy Award come Superstar of the Year e ha fatto il suo ritorno ufficiale il 14 dicembre a TLC, attaccando Big Show e costando a Rollins il match contro Cena. Tale intervento ha fatto partire una faida tra Reigns e Big Show, con i due che si sono affrontati in diversi match, entrambi vinti da Reigns per countout e squalifica. Il 25 gennaio 2015 ha vinto la [[Royal Rumble
2015|Royal Rumble]] dopo essere entrato con il numero 19 e aver eliminato altri sei wrestler, incluso Big Show, ed eliminando Rusev per ultimo. Reigns è stato soggetto (nonostante fosse un face) ai fischi del pubblico durante la sua entrata, quando ha vinto il match e anche quando è stato aiutato da The Rock. La notte seguente a Raw ha riconosciuto di essere parte della famiglia Anoa'i per la prima volta in uno show della WWE. A causa della reazione negativa dei fan alla vittoria della Royal Rumble da parte di Reigns, nella puntata successiva di Raw è stata creata una storyline che ha visto Reigns dover difendere l'opportunità titolata di WrestleMania; l'Authority ha giustificato tale scelta per la maniera "controversa" con cui Reigns ha vinto la Royal Rumble, che ha visto l'intervento di The Rock. Quella stessa sera, a causa dell'interferenza di Rollins, ha perso contro Big Show in quella che è stata la prima volta che ha subito uno schienamento in un match uno contro uno da quando è nel main roster Reigns ha poi aiutato Daniel Bryan a superare le interferenze esterne dell'Authority e a sconfiggere Rollins, ottenendo il diritto di affrontare Reigns in un match con la stipulazione che il vincitore avrebbe affrontato Brock Lesnar nel main event di WrestleMania, il principale evento in pay-per-view della WWE. La rivalità con Bryan è culminata il 22 febbraio a Fastlane, dove Reigns lo ha sconfitto. Al termine del match i due si sono stretti la mano tra i fischi di disapprovazione del pubblico e la notte seguente a Raw Bryan e Paul Heyman hanno elogiato Reigns in un segmento che è stato ampiamente criticato a causa del "tentativo di illustrare la grandezza di Reigns" e che è stato descritto come "incredibilmente trasparente".
Il 29 marzo a WrestleMania 31 non è riuscito a vincere il titolo contro Lesnar a causa dell'incasso della valigetta del Money in the Bank da parte di Seth Rollins durante il match: la contesa è diventata un triple threat match che ha visto Rollins schienare Reigns. Il 26 aprile a Extreme Rules ha sconfitto Big Show in un Last Man Standing match, mentre il 17 maggio a Payback non è riuscito a vincere il WWE World Heavyweight Championship contro Rollins in un fatal four-way match che includeva anche Ambrose e Orton. Il 14 giugno a Money in the Bank ha perso il Money in the Bank ladder match per la valigetta (contenente un contratto di un match garantito per il WWE World Heavyweight Championship) dopo essere stato attaccato da Bray Wyatt, che Reigns ha affrontato il 19 luglio a Battleground, dove è stato sconfitto a causa dell'intervento di Luke Harper. Reigns e Ambrose hanno sconfitto Wyatt e Harper il 23 agosto a SummerSlam, mentre il 20 settembre a Night of Champions lui, Ambrose e il rientrante Chris Jericho sono stati sconfitti da Wyatt, Harper e il nuovo membro della Wyatt Family, Braun Strowman. La faida tra Reigns e Wyatt si è conclusa il 25 ottobre a Hell in a Cell, dove Reigns ha sconfitto Wyatt in un Hell in a Cell match.

#### Regni titolati (2015–2017)

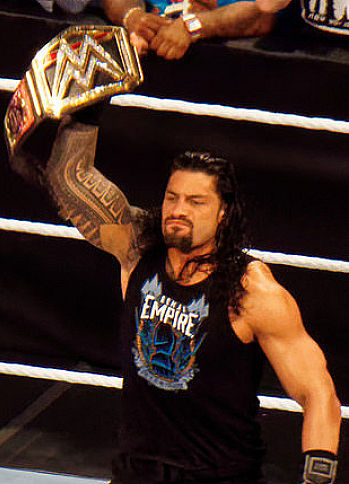
Roman Reigns con il WWE World Heavyweight Championship nel 2016

Reigns è diventato il primo sfidante per il WWE World Heavyweight Championship di Seth Rollins nella puntata di Raw del 26 ottobre, quando ha sconfitto Alberto Del Rio, Dolph Ziggler e Kevin Owens in un fatal four-way match. Tuttavia, a seguito di infortunio patito dal campione il 4 novembre, il titolo è stato reso vacante e contestualmente è stato indetto un torneo la cui finale si sarebbe svolta il 22 novembre alle Survivor Series con in palio il WWE World Heavyweight Championship. Triple H ha cercato di persuadere Reigns e di convincerlo a entrare nell'Authority così da dover disputare solo la finale, ma ha declinato l'offerta. Reigns ha poi sconfitto Big Show al primo turno, Cesaro ai quarti di finali, Alberto Del Rio in semifinale e infine Dean Ambrose nella finale alle Survivor Series per vincere il torneo e il vacante WWE World Heavyweight Championship: al termine del match, dopo che Reigns ha rifiutato di stringere la mano a Triple H per poi colpirlo con la spear, Sheamus ha incassato il contratto del Money in the Bank e Reigns ha perso il titolo dopo cinque minuti e quindici secondi di regno. Dopo aver sconfitto Sheamus per squalifica (non riuscendo però a vincere il titolo) nella puntata di Raw del 30 novembre, Reigns ha ricevuto un'altra opportunità titolata contro il campione il 13 dicembre in un Tables, Ladders and Chairs match a TLC, venendo tuttavia sconfitto a causa dell'intervento dei membri alleati di Sheamus della League of Nations, Alberto Del Rio e Rusev; Reigns ha sfogato la sua frustrazione per la sconfitta al termine del match attaccando il direttore operativo Triple H.
Ciò ha portato la sera dopo a Raw al ritorno del chairman della WWE Mr. McMahon, che ha garantito a Reigns un'altra opportunità titolata, ma in caso di sconfitta sarebbe stato licenziato (kayfabe): Reigns è riuscito a sconfiggere Sheamus e a vincere il titolo per la seconda volta. Reigns ha difeso il titolo con successo per la prima volta nella puntata di Raw 4 gennaio 2016, dove ha affrontato Sheamus in un match che vedeva Mr. McMahon come arbitro speciale. McMahon ha annunciato al termine del match che Reigns avrebbe dovuto difendere il WWE World Heavyweight Championship nel Royal Rumble match. Durante il Royal Rumble match Reigns ha portato a segno un totale di cinque eliminazioni dopo essere entrato per primo, trascorrendo la maggior parte del match nel backstage a causa di un attacco da parte della League of Nations (Alberto Del Rio, Rusev e Sheamus), che Reigns ha poi eliminato dal match al suo ritorno, salvo essere a sua volta eliminato per penultimo dal rientrante Triple H, vincitore sia del match sia del titolo difeso da Reigns. Dopo aver sconfitto Dean Ambrose in un match disputatosi il 21 febbraio a Fastlane e che includeva anche Brock Lesnar, Reigns ha ottenuto il diritto di affrontare Triple H per il WWE World Heavyweight Championship nel match principale di WrestleMania 32, dove ha conquistato il WWE World Heavyweight Championship per la terza volta, subissato dai fischi di una folla insoddisfatta, nel suo secondo main event consecutivo a WrestleMania. Nel mese di maggio Reigns ha difeso con successo il titolo contro AJ Styles a Payback in un match singolo e a Extreme Rules in un Extreme Rules match, venendo attaccando al termine di quest'ultimo match dal rientrante Seth Rollins, che avrebbe sfidato per il titolo a Money in the Bank, dove ha subìto la sua prima sconfitta pulita in un match singolo sin dal suo debutto nel roster principale della WWE nel 2012, perdendo quindi il titolo in favore di Rollins dopo 77 giorni e alla terza difesa titolata.
Verso la fine del suo regno titolato gli indici di ascolto televisivi della puntata di Raw del 13 giugno hanno segnato il più basso rating (2.03) sin dalla puntata del 3 marzo 1997 e il giornalista Dave Meltzer ha speculato che una delle possibili ragioni per cui Reigns avesse perso il titolo poteva essere il fatto che l'affluenza del pubblico agli eventi dal vivo nel mese di maggio era calata del 30% e che gli eventi dal vivo che vedevano Ambrose come wrestler di punta erano grossomodo identici a quelli capitanati da Reigns, che però si svolgevano in città maggiori. Il 21 giugno 2016 Anoa'i è stato sospeso per trenta giorni a causa della sua prima violazione del Wellness Program della WWE (che sarebbe un test antidoping utilizzato dalla WWE per tenere sotto controllo i propri wrestler e assicurarsi che nessuno di essi faccia assunzione di sostanze illecite) e si è scusato pubblicamente su Twitter. Siti web come il Pro Wrestling Torch e TheWrap hanno riportato che la WWE sapeva della violazione da parte di Reigns prima di Money in the Bank e che per questo aveva perso il titolo. Nonostante la sospensione di trenta giorni, Reigns è stato comunque pubblicizzato per lottare contro Ambrose e Rollins (dopo che la sera seguente a Raw il match che avrebbe determinato il primo sfidante tra Rollins e Reigns al titolo di Ambrose si è concluso in doppio countout, pertanto Shane McMahon ha annunciato il triple threat match tra i tre ex membri dello Shield) a Battleground, che si sarebbe svolto tre giorni dopo il suo ritorno dalla sospensione. Nelle settimane precedenti a Battleground la WWE ha comunicato la sua sospensione a causa della violazione del Wellness Program da parte di Reigns, con Rollins in particolare che se l'è presa con lui (kayfabe) e che ne ha chiesto l'esclusione dal match titolato, senza tuttavia avere successo. Durante il draft 2016 (sancito dopo la decisione da parte della WWE di far tornare la brand extension), svoltosi nella puntata di SmackDown, Reigns è stato la sesta scelta assoluta e la quarta per quanto riguarda Raw. Il 24 luglio a Battleground Reigns non è riuscito a riconquistare il titolo (nel frattempo rinominato in WWE Championship) ed è stato schienato in un finale pulito da Ambrose.

#### WWE United States Champion e varie opportunità titolate (2016-2017)

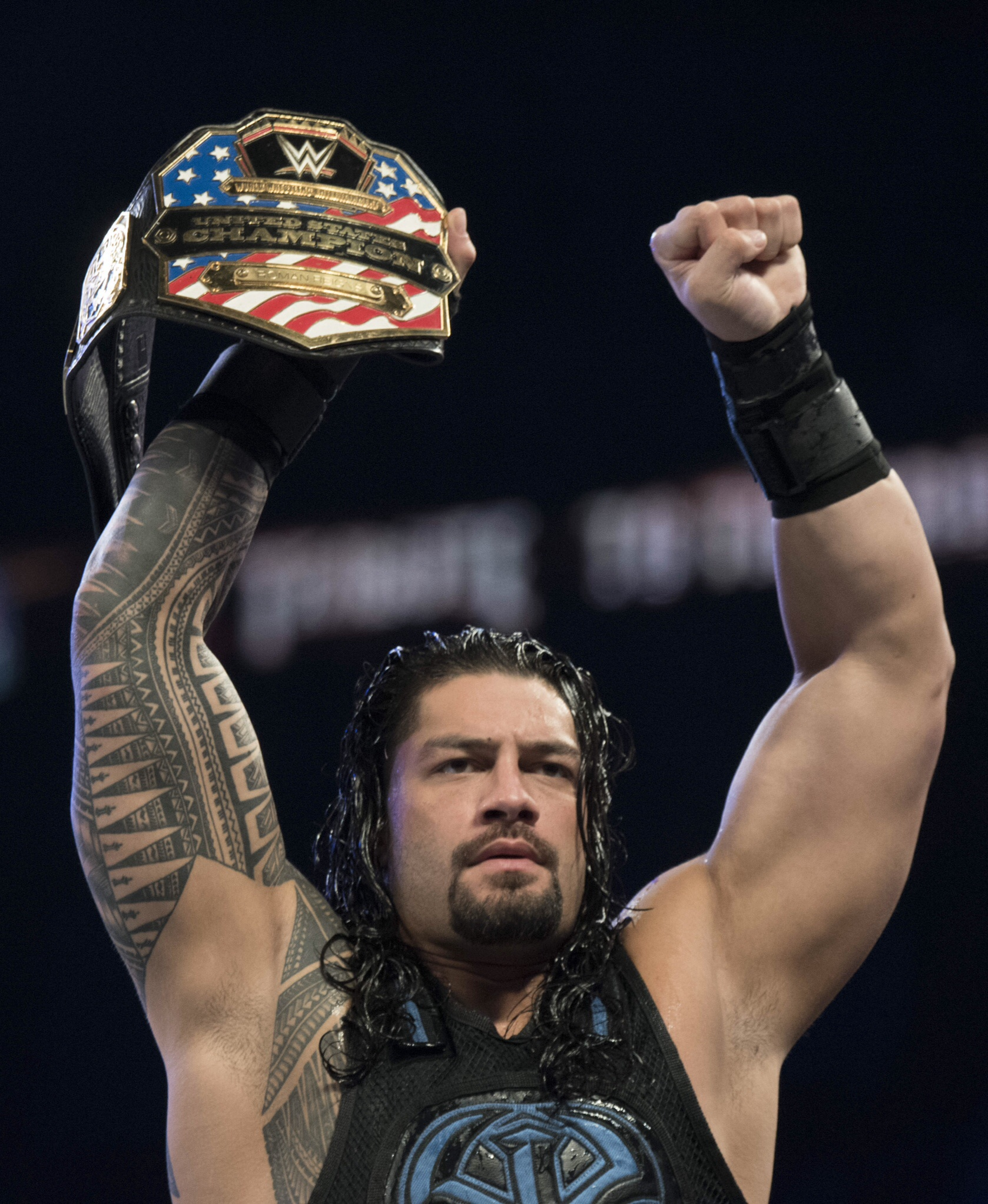
Roman Reigns con lo United States Championship nel 2016

Nella puntata di Raw del 25 luglio 2016, essendo il WWE Championship (rinominato il giorno dopo in maniera definitiva WWE World Championship) diventato esclusiva di SmackDown, è stato istituito un nuovo titolo esclusivo per Raw, ossia il WWE Universal Championship, che sarebbe stato assegnato in un match singolo contro Seth Rollins a SummerSlam. Tuttavia Reigns, dopo aver vinto il primo match di qualificazione contro Chris Jericho, Sami Zayn e Sheamus, è stato sconfitto dal debuttante Finn Bálor, subendo un'ulteriore sconfitta pulita. Il 21 agosto a SummerSlam Reigns avrebbe dovuto affrontare Rusev per lo United States Championship ma il match non ha avuto luogo in quanto Reigns ha brutalmente attaccato il bulgaro, impedendogli di partecipare all'incontro su decisione arbitrale.
 Il 29 agosto a Raw Reigns ha partecipato ad un Fatal 4-way elimination match con in palio il vacante WWE Universal Championship che includeva anche Big Cass, Kevin Owens e Seth Rollins ma, grazie all'intervento del rientrante Triple H, è stato eliminato da Rollins, mentre Owens si è aggiudicato la contesa.
Il 25 settembre a Clash of Champions Reigns ha sconfitto Rusev, conquistando per la prima volta lo United States Championship. Nella puntata di Raw del 26 settembre, successiva a Clash of Champions, il rematch titolato tra Reigns e Rusev è terminato in doppio count-out. Nella puntata di Raw del 3 ottobre ha accettato la sfida di Rusev per un rematch per lo United States Championship a Hell in a Cell affermando che combatteranno nell'omonimo match. A Hell in a Cell Reigns ha difeso con successo lo United States Championship contro Rusev in un Hell in a Cell match. Nella puntata di Raw del 31 ottobre Reigns ha difeso con successo lo United States Championship contro Chris Jericho, seppur per squalifica a causa dell'intervento di Kevin Owens. Il 20 novembre a Survivor Series Reigns ha preso parte al 5-on-5 Traditional Survivor Series Elimination match come parte del Team Raw contro il Team SmackDown ma è stato eliminato da Bray Wyatt, mentre il Team SmackDown ha vinto l'incontro. Nella puntata di Raw del 28 novembre Reigns ha sconfitto Kevin Owens in un match non titolato, ottenendo dunque un match valido per il WWE Universal Championship per Roadblock: End of the Line. Nella puntata di Raw del 5 dicembre Reigns ha difeso con successo lo United States Championship per la seconda volta contro Chris Jericho, anche a causa dell'interferenza involontaria dell'ex-amico di Jericho, Kevin Owens. Nella puntata di Raw del 12 dicembre Reigns e Seth Rollins hanno avuto l'opportunità di conquistare il WWE Raw Tag Team Championship in un Triple Threat Tag Team match che comprendeva anche i campioni Big E e Xavier Woods del New Day e i Jeri-KO (Chris Jericho e Kevin Owens) ma non sono riusciti nell'impresa; Woods, infatti, ha schienato Jericho dopo che era stato colpito dal Pedigree di Rollins, mentre Big E ha tenuto fermo lo stesso Rollins, permettendo al New Day di vincere l'incontro e mantenere i titoli.
Il 18 dicembre a Roadblock: End of the Line Reigns è stato sconfitto da Kevin Owens per squalifica a causa di Chris Jericho, fallendo l'assalto al titolo. Nella puntata di Raw del 26 dicembre Reigns ha difeso con successo il titolo contro Kevin Owens nonostante l'interferenza di Chris Jericho. Nella puntata di Raw del 2 gennaio 2017 Reigns ha difeso con successo il titolo per la terza volta contro Chris Jericho. Nella puntata di Raw del 9 gennaio Reigns ha perso lo United States Championship contro Chris Jericho in un 2-on-1 Handicap match dove Kevin Owens faceva coppia con Jericho, interrompendo il regno di Reigns durato 106 giorni. Nella puntata di Raw del 23 gennaio, dopo aver chiesto e ottenuto un rematch per lo United States Championship contro Chris Jericho, Reigns ha sconfitto Y2J per squalifica a causa di Kevin Owens e senza dunque il passaggio del titolo.
Il 29 gennaio, alla Royal Rumble, Reigns non è riuscito a conquistare il WWE Universal Championship contro Kevin Owens, nonostante Chris Jericho fosse sospeso sul ring in una gabbia, a causa dell'intervento di Braun Strowman; in seguito Reigns ha partecipato al Royal Rumble match entro col numero 30, venendo però eliminato per ultimo da Randy Orton, che si è aggiudicato l'incontro. Nella puntata di Raw del 6 febbraio Reigns è stato sconfitto da Samoa Joe a causa dell'intervento di Braun Strowman. Il 5 marzo, a Fastlane, Reigns ha sconfitto Braun Strowman, segnando la sua prima sconfitta per schienamento nel roster principale. Nella puntata di Raw del 13 marzo Reigns ha sconfitto facilmente Jinder Mahal. Nella puntata di Raw del 20 marzo Reigns è stato sconfitto da Braun Strowman per squalifica a causa dell'intervento di The Undertaker che, però, è stato abbattuto dalla Spear di Reigns, sancendo così il loro match a WrestleMania 33. Il 2 aprile, a WrestleMania 33, Reigns ha sconfitto The Undertaker in un No Holds Barred match. La sera dopo, a Raw, è stato pesantemente contestato dal pubblico, che lo ha fischiato e insultato ininterrottamente per circa sette minuti. Il 30 aprile, a Payback, Reigns è stato sconfitto da Braun Strowman. Nella puntata di Raw del 15 maggio Reigns ha sconfitto Finn Bálor. Nella puntata di Raw del 22 maggio Reigns ha sconfitto Bray Wyatt per squalifica a causa dell'intervento di Samoa Joe; più tardi, quella sera, Reigns e Seth Rollins sono stati sconfitti da Bray Wyatt e Samoa Joe. Nella puntata di Raw del 29 maggio Reigns ha sconfitto Seth Rollins. Il 4 giugno, ad Extreme Rules, Reigns ha partecipato ad un Extreme Rules Fatal 5-Way match che includeva anche Bray Wyatt, Finn Bálor, Samoa Joe e Seth Rollins per determinare il contendente nº1 al WWE Universal Championship di Brock Lesnar ma il match è stato vinto da Joe. Nella puntata di Raw del 5 giugno Reigns ha sconfitto Bray Wyatt. Nella puntata di Raw del 19 giugno Reigns è stato sconfitto per TKO da Samoa Joe grazie anche alla distrazione del rientrante Braun Strowman. Il 9 luglio, a Great Balls of Fire, Reigns è stato sconfitto da Braun Strowman in un Ambulance match ma, in seguito, ha brutalmente attaccato il vincitore: dopo averlo assalito lo ha caricato sull'ambulanza e in retromarcia lo ha schiantato contro un altro veicolo lasciando Strowman in pessime condizioni, pieno di sangue. Nella puntata di Raw del 17 luglio il match tra Reigns e Samoa Joe per determinare il contendente nº 1 al WWE Universal Championship di Brock Lesnar per SummerSlam è terminato in no-contest a causa dell'intervento di Braun Strowman. Nella puntata di Raw del 31 luglio Reigns ha sconfitto Braun Strowman e Samoa Joe in un Triple Threat match. Nella puntata di Raw del 7 agosto Reigns è stato sconfitto da Braun Strowman in un Last Man Standing match a causa dell'intervento di Samoa Joe. Il 20 agosto, a SummerSlam, Reigns ha preso parte ad un Fatal 4-Way match per il WWE Universal Championship assieme al campione Brock Lesnar, Braun Strowman e Samoa Joe ma è stato il campione a mantenere il titolo.
Nella puntata di Raw del 21 agosto Reigns e John Cena hanno sconfitto l'Intercontinental Champion The Miz e Samoa Joe. Nella puntata di Raw del 28 agosto Reigns e Cena hanno sconfitto Luke Gallows e Karl Anderson. Nella puntata di Raw dell'11 settembre Reigns ha sconfitto Jason Jordan. Il 24 settembre, a No Mercy, Reigns ha sconfitto John Cena. Nella puntata di Raw del 25 settembre Reigns ha sconfitto l'Intercontinental Champion The Miz in un match non titolato; nel post match, però, Reigns è stato brutalmente attaccato da The Miz e dal Miztourage (Bo Dallas e Curtis Axel).

#### Reunion dello Shield e Intercontinental Champion (2017–2018)

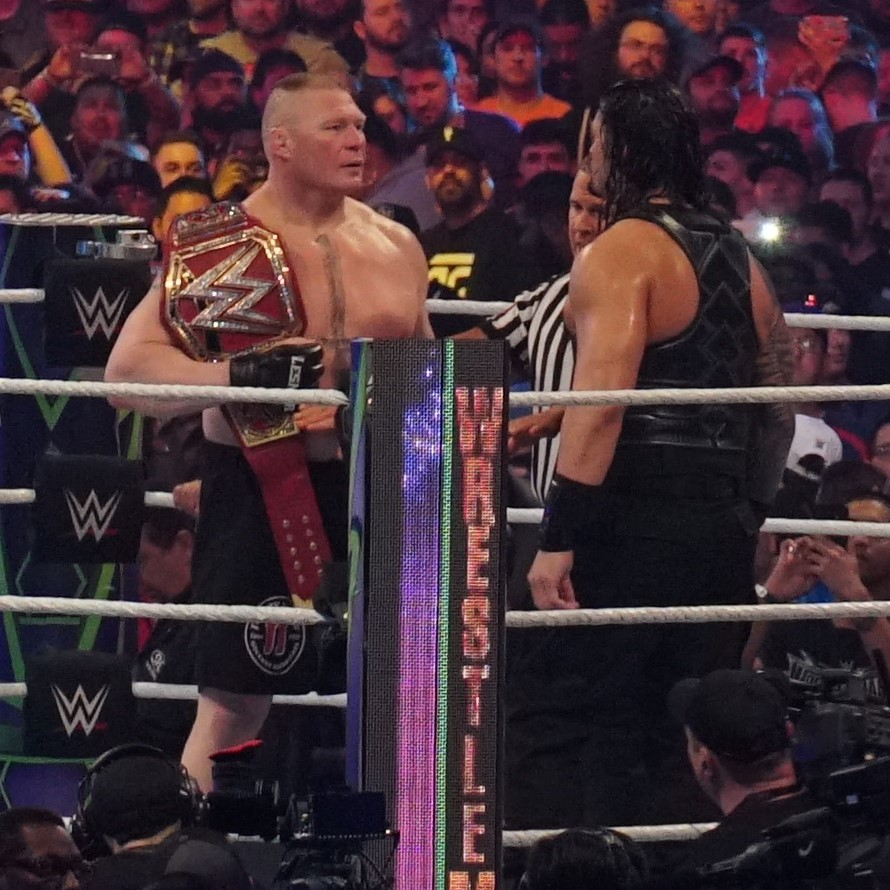
Roman Reigns (destra) confronta Brock Lesnar (sinistra) nel 2018

Nella puntata di Raw del 2 ottobre Reigns se la vide con The Miz per l'Intercontinental Championship ma trionfò solo per squalifica a causa dell'intervento di Cesaro e Sheamus, fallendo dunque nel tentativo di conquistare la cintura. Il 9 ottobre lo Shield si riunì ufficialmente quando Dean Ambrose, Seth Rollins e Reigns attaccarono The Miz, Cesaro, Sheamus e Curtis Axel, colpendo il primo con la Triple powerbomb; in seguito, i tre difesero Matt Hardy da Braun Strowman, colpendo anche quest'ultimo con una Triple powerbomb sul tavolo dei commentatori. Il 20 ottobre Reigns, che il successivo 22 ottobre avrebbe dovuto affrontare, assieme ad Ambrose e Rollins, il team composto da Strowman, Kane, The Miz, Cesaro e Sheamus a TLC: Tables, Ladders & Chairs, si ammalò di meningite e il suo posto in tale incontro venne preso dal General Manager di Raw Kurt Angle, mentre Reigns sarebbe rimasto inattivo per un periodo imprecisato. Nella puntata di Raw del 13 novembre Reigns tornò in azione, e quella stessa sera lo Shield sconfisse The Miz, Cesaro e Sheamus. Il 19 novembre, a Survivor Series, lo Shield trionfò sul New Day. Nella puntata di Raw del 20 novembre Reigns sconfisse The Miz, conquistando così l'Intercontinental Championship per la prima volta; con questa vittoria, inoltre, Reigns completò il Triple Crown e il Grand Slam Championship. Nella puntata di Raw del 27 novembre Reigns mantenne la cintura contro Elias ma, nel post match, venne brutalmente attaccato da Samoa Joe. Nella puntata di Raw del 4 dicembre Reigns difese il titolo intercontinentale anche contro Jason Jordan. Nella puntata di Raw dell'11 dicembre Reigns conservò ancora la cintura, questa volta contro Cesaro. Nella puntata di Raw del 25 dicembre Reigns perse per squalifica contro Samoa Joe ma mantenne comunque la cintura. Nella puntata di Raw del 1º gennaio 2018 Reigns batté Joe nella rivincita mantenendo stavolta il titolo. Nella puntata speciale di Raw 25th Anniversary, Reigns perse il titolo a favore di The Miz dopo 63 giorni di regno. Il 28 gennaio, alla Royal Rumble, Reigns partecipò all'omonimo match entrando col numero 28 ma venne eliminato per ultimo da Shinsuke Nakamura, il quale si aggiudicò la contesa. Nella puntata di Raw del 29 gennaio Reigns venne sconfitto nella rivincita contro The Miz valevole per la cintura intercontinentale. Nella puntata di Raw del 5 febbraio Reigns trionfò su Bray Wyatt, conquistando così un posto nell'Elimination Chamber match dell'omonimo pay-per-view con in palio la possibilità di affrontare Brock Lesnar per l'Universal Championship a WrestleMania 34; quella stessa sera, inoltre, Reigns e Seth Rollins affrontarono Cesaro e Sheamus per il Raw Tag Team Championship ma vennero sconfitti per squalifica a causa dell'intervento involontario di Jason Jordan. Il 25 febbraio, a Elimination Chamber, Reigns vinse l'omonimo match che includeva anche Braun Strowman, Elias, Finn Bálor, John Cena, The Miz e Seth Rollins con in palio la possibilità di sfidare Brock Lesnar per l'Universal Championship a WrestleMania 34 eliminando per ultimo Strowman. L'8 aprile, a WrestleMania 34, Reigns affrontò Lesnar per il titolo universale ma venne duramente sconfitto. Il 27 aprile, a Greatest Royal Rumble, Reigns venne nuovamente sconfitto da Lesnar in uno Steel Cage match per il titolo universale, nonostante alcune controversie. Il 6 maggio, a Backlash, Reigns prevalse su Samoa Joe (appartenente a SmackDown). Nella puntata di Raw del 7 maggio Reigns prese parte ad un Triple Threat match di qualificazione al Money in the Bank Ladder match che includeva anche Finn Bálor e Sami Zayn ma il match venne vinto da Bálor. Il 17 giugno, a Money in the Bank, Reigns ebbe la meglio su Jinder Mahal. Il 15 luglio, a Extreme Rules, Reigns perse contro Bobby Lashley. Nella puntata di Raw del 16 luglio Reigns vinse un Triple Threat match che includeva anche Drew McIntyre e Finn Bálor con in palio la possibilità di inserirsi in un match per determinare il contendente nº1 all'Universal Championship di Brock Lesnar. Nell'incontro risolutore, svoltosi nella puntata di Raw del 23 luglio, Reigns prevalse Bobby Lashley, diventando il contendente nº1 alla cintura universale di Lesnar.

#### Universal Champion (2018)
Il 19 agosto 2018, a SummerSlam, Reigns riuscì a prevalere su Brock Lesnar conquistando così il WWE Universal Championship per la prima volta. Nella puntata di Raw del 20 agosto Reigns concesse a Finn Bálor un match per il Titolo Universale dove riuscì a prevalere mantenendo il titolo. Nella puntata di Raw del 3 settembre Braun Strowman comunicò di voler incassare il suo contratto del Money in the Bank a Hell in a Cell, sfidando dunque Reigns ad un Hell in a Cell match. Il 16 settembre, a Hell in a Cell, l'omonimo match tra Reigns e Strowman per il Titolo Universale si concluse in no-contest a causa dell'interferenza di Lesnar, il quale attaccò brutalmente sia Reigns che Strowman. Nella puntata di Raw del 17 settembre Reigns difese con successo il titolo contro Baron Corbin in un No Disqualification match. Il 6 ottobre, a Super Show-Down, lo Shield prevalse su Braun Strowman, Dolph Ziggler e Drew McIntyre.
Nella puntata di Raw del 22 ottobre 2018 Reigns annunciò vacante Championship a causa del ritorno della leucemia dopo 11 anni. Più tardi nella stessa notte i suoi compagni della stable Ambrose e Rollins vinsero nuovamente i WWE Raw Tag Team Championship contro Dolph Ziggler e Drew McIntyre e poco dopo festeggiarono la vittoria dei titoli ma Ambrose attaccò brutalmente Rollins segnando nuovamente lo scioglimento dello Shield.

#### Varie faide (2019–2020)

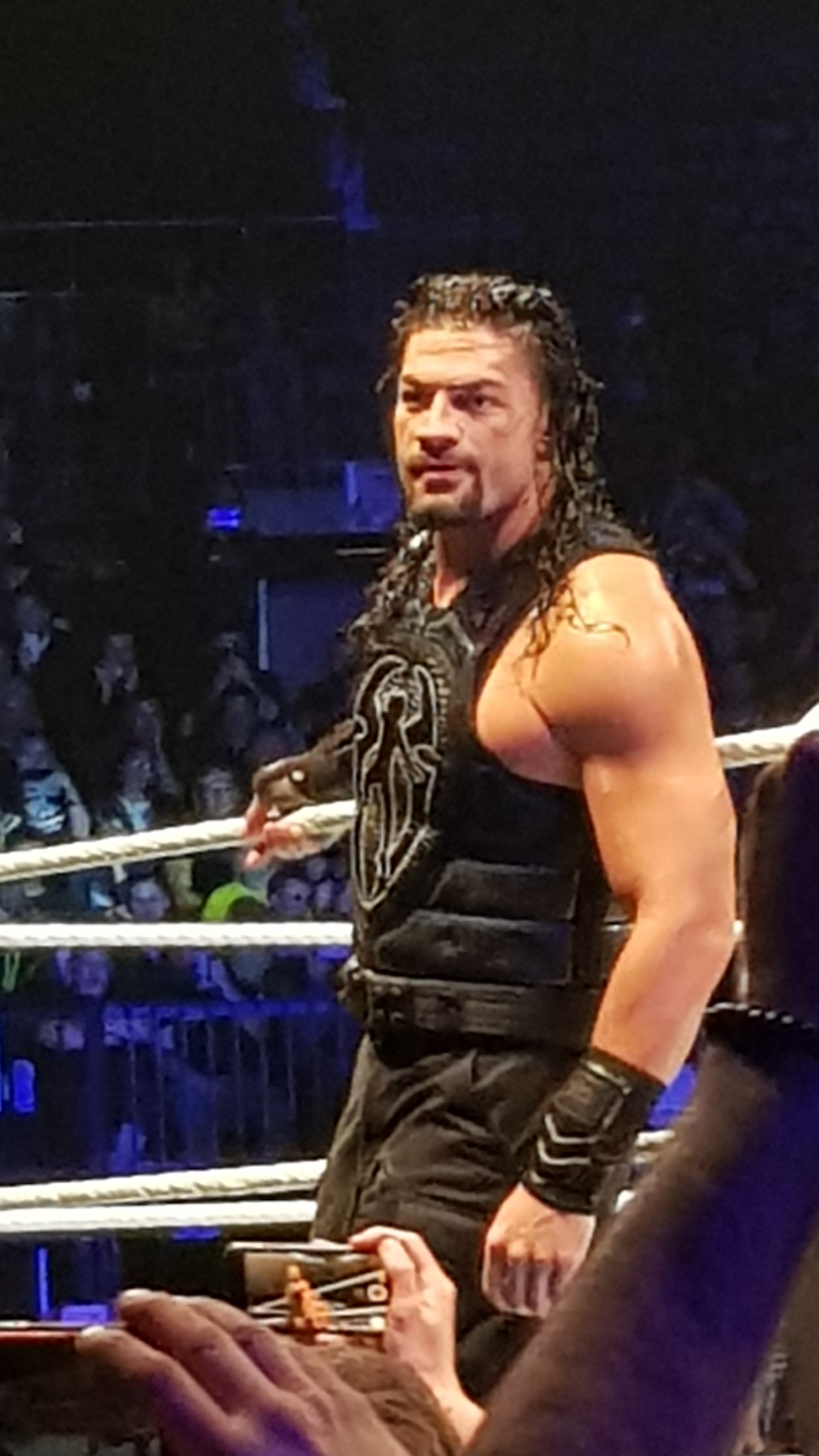
Roman Reigns nel 2019

Nella puntata di Raw del 25 febbraio 2019 Reigns ritornò annunciando la remissione della malattia. Nella puntata di Raw del 4 marzo Reigns e Seth Rollins vennero attaccati da Drew McIntyre, Baron Corbin e Bobby Lashley, ma in loro aiuto arrivò Dean Ambrose ed insieme hanno messo in fuga i tre. Questo portò ad un'altra reunion dello Shield, e a Fastlane i tre sconfissero McIntyre, Corbin e Lashley. Il giorno dopo i tre annunciarono nuovamente lo scioglimento della stable.
Il 7 aprile, a WrestleMania 35, Reigns sconfisse McIntyre. Con lo Shake-up del 16 aprile Reigns passò al roster di SmackDown.
Il 21 aprile a The Shield's Final Chapter Roman Reigns, Dean Ambrose e il Campione Universale Seth Rollins riunirono per l'ultima volta lo Shield sconfiggendo nuovamente McIntyre, Corbin e Lashley, subito dopo il trio annuncia lo scioglimento ufficiale ed il giorno dopo il contratto di Ambrose scadde senza averne rinnovo.
Il 19 maggio, a Money in the Bank, Reigns sconfisse Elias in pochi secondi. Il 7 giugno, a Super ShowDown, Reigns venne sconfitto da Shane McMahon (anche a causa dell'intervento di Drew McIntyre). Il 23 giugno, a Stomping Grounds, Reigns sconfisse per la seconda volta McIntyre. Il 14 luglio, a Extreme Rules, Reigns e The Undertaker sconfissero Drew McIntyre e Shane McMahon in un No Holds Barred Tag Team match. Nella puntata di Raw del 15 luglio Reigns partecipò ad una 10-man Battle Royal per determinare lo sfidante di Brock Lesnar per l'Universal Championship a SummerSlam ma venne eliminato da Seth Rollins. Nella puntata speciale Raw Reunion del 22 luglio Reigns sconfisse Samoa Joe. Nelle successive puntate di SmackDown il samoano divenne bersaglio di alcuni misteriosi "attentati"; nell'edizione dello show blu del 6 agosto (l'ultima prima di Summerslam) Reigns sospettò che Buddy Murphy fosse a conoscenza dell'identità dell'attentatore e lo costrinse a confessare: il nome emerso fu quello Rowan, ma il suo mentore Daniel Bryan ne smentí categoricamente la colpevolezza. Il 15 settembre, a Clash of Champions, Reigns venne sconfitto da Erick Rowan in un No Disqualification match a causa dell'intervento del rientrante Luke Harper. Nella puntata di SmackDown del 4 ottobre Reigns sconfisse poi Erick Rowan in un Lumberjack match nella rivincita. Il 6 ottobre, a Hell in a Cell, Reigns e Daniel Bryan sconfissero Erick Rowan e Luke Harper in un Tornado Tag Team match. Nella puntata di SmackDown del 18 ottobre Reigns affrontò Shinsuke Nakamura per l'Intercontinental Championship ma vinse l'incontro per squalifica (e senza dunque il cambio di titolo) a causa dell'intervento di King Corbin. Il 31 ottobre, a Crown Jewel, Reigns, Ali, Ricochet, Rusev e Shorty G sconfissero Bobby Lashley, Drew McIntyre, King Corbin, Randy Orton e Shinsuke Nakamura. Il 24 novembre, a Survivor Series, Reigns partecipò al tradizionale 5-on-5-on-5 Survivor Series Elimination match contro il Team Raw e il Team NXT risultando come ultimo sopravvissuto eliminando per ultimo Keith Lee. Il 15 dicembre, a TLC: Tables, Ladders & Chairs, Reigns venne sconfitto da King Corbin in un Tables, Ladders and Chairs match a causa dell'intervento dei Revival (Dash Wilder e Scott Dawson) e Dolph Ziggler. Il 26 gennaio, alla Royal Rumble, Reigns sconfisse King Corbin in un Falls Count Anywhere match; successivamente, partecipò al match omonimo entrando col numero 26 ma venne eliminato per ultimo da Drew McIntyre. Il 27 febbraio, a Super ShowDown, Reigns trionfò per la seconda volta su King Corbin in un Steel Cage match.
In seguito, a causa della pandemia di COVID-19, si prese una pausa di alcuni mesi a causa della sua immunodepressione per la sua precedente leucemia.

#### The Tribal Chief (2020–presente)
Tornò il 24 agosto 2020, a SummerSlam, attaccando sia "The Fiend" Bray Wyatt che Braun Strowman al termine del loro falls count anywhere match valevole per l'Universal Championship (vinto da "The Fiend"), segnando il suo ritorno dopo cinque mesi di inattività. Nella puntata di SmackDown del 28 agosto, al momento della firma del contratto per il No Holds Barred Triple Threat match in programma a Payback valido per lo Universal Championship contro "The Fiend" e Strowman, Reigns comparve al fianco di Paul Heyman nel backstage, dicendo che la sua vittoria non fu una predizione, bensì uno spoiler, effettuando un chiaro turn heel. Il 30 agosto, a Payback, si presentò all'ultimo momento nel No Holds Barred Triple Threat match contro "The Fiend" e Strowman per il titolo universale, conquistando la cintura per la seconda volta. Il 27 settembre, a Clash of Champions, difese con successo il titolo contro il cugino Jey Uso per decisione arbitrale dopo che suo fratello Jimmy intervenne per lanciare l'asciugamano sul ring in segno di resa per Jey. Nella puntata di SmackDown del 16 ottobre difese con successo il titolo contro Braun Strowman. Il 25 ottobre, a Hell in a Cell, mantenne nuovamente il titolo contro Jey Uso in un Hell in a Cell "I Quit" match. Il 22 novembre, a Survivor Series, sconfisse il WWE Champion Drew McIntyre. Il 20 dicembre, a TLC: Tables, Ladders & Chairs, difese il titolo universale contro Kevin Owens in un Tables, Ladders and Chairs match. Nella puntata di SmackDown del 25 dicembre difese nuovamente il titolo contro Owens in uno Steel Cage match grazie all'aiuto di Jey Uso. Il 31 gennaio, a Royal Rumble, mantenne nuovamente il titolo contro Owens in un last man standing match. Il 21 febbraio, a Elimination Chamber, difese il titolo in appena due minuti contro Daniel Bryan. Il 21 marzo, a Fastlane, sconfisse nuovamente Bryan, difendendo il titolo, in un match con Edge come special enforcer. L'11 aprile, nella seconda serata di WrestleMania 37, mantenne il titolo sconfiggendo sia Bryan che Edge. Nella puntata di SmackDown del 30 aprile sconfisse ancora una volta Bryan difendendo il titolo e, come da stipulazione, lo costrinse ad abbandonare il roster. Il 16 maggio, a WrestleMania Backlash, mantenne il titolo universale contro Cesaro. Nella puntata di SmackDown del 18 giugno difese con successo il titolo contro Rey Mysterio in un Hell in a Cell match.
Il 18 luglio, a Money in the Bank, sconfisse Edge conservando il titolo universale. Il 21 agosto, a SummerSlam, difese il titolo contro John Cena dopo un duro incontro, nel quale se lo stesso Reigns avesse perso avrebbe lasciato volontariamente la WWE. Nella puntata di SmackDown del 3 settembre sconfisse Finn Bálor mantenendo il titolo. Il 26 settembre, ad Extreme Rules, difese nuovamente il titolo contro Bálor (stavolta in versione "demone") in un Extreme Rules match. Il 21 ottobre, a Crown Jewel, conservò il titolo contro Brock Lesnar grazie all'aiuto degli Usos. Il 21 novembre, a Survivor Series, sconfisse il WWE Champion Big E. Il 3 dicembre, a SmackDown, mantenne il titolo contro Sami Zayn in pochi secondi dopo che Brock Lesnar lo aveva brutalmente attaccato poco prima. Dopo non aver potuto difendere il titolo a Day 1 contro Brock Lesnar il 1º gennaio a causa della sua positività al Covid-19, il 29 gennaio a Royal Rumble, perse per squalifica contro Seth Rollins ma mantenne comunque il titolo. Il 19 febbraio, ad Elimination Chamber, prevalse su Goldberg mantenendo la cintura.
Il 3 aprile, nella seconda serata di WrestleMania 38, sconfisse Brock Lesnar unificando l'Universal Championship con il WWE Championship appena vinto per formare l'Undisputed WWE Universal Championship. L'8 maggio, a WrestleMania Backlash, Reigns e gli Usos trionfarono su Drew McIntyre e gli RK-Bro. Nella puntata di SmackDown del 17 giugno conservò il titolo contro Riddle in un Do or Die match. Il 30 luglio, a SummerSlam, sconfisse nuovamente Brock Lesnar in un Last Man Standing match mantenendo il titolo. Il 3 settembre, a Clash at the Castle, prevalse su Drew McIntyre, mantenendo il titolo, grazie anche all'intervento di Solo Sikoa. Il 5 novembre, a Crown Jewel, prevalse anche su Logan Paul mantenendo le cinture. Il 26 novembre, a Survivor Series WarGames, Reigns, Sami Zayn, Solo Sikoa e gli Usos sconfissero Kevin Owens, Drew McIntyre e i Brawling Brutes in un WarGames match.
Il 28 gennaio a Royal Rumble, conservò i titoli contro Kevin Owens; ad incontro concluso quest'ultimo venne brutalmente attaccato dall'intera Bloodline, ma quando Reigns ordinò a Sami Zayn di attaccarlo questi attaccò invece Reigns, venendo conseguenzialmente attaccato e sancendo la sua uscita dalla stable. Successivamente, dopo settimane di attacchi reciproci, venne sfidato da Zayn ad un match con in palio i titoli per Elimination Chamber dove Reigns riuscì a prevalere. Il 2 aprile, a WrestleMania 39, mantenne il titolo contro Cody Rhodes grazie all'aiuto di Solo Sikoa.
Il 27 maggio, a Night of Champions, Reigns e Sikoa affrontarono Kevin Owens e Sami Zayn per l'Undisputed WWE Tag Team Championship ma vennero sconfitti a causa dell'intervento maldestro degli Usos. Questo evento portò all'allontanamento dei gemelli dalla stable e il 1º luglio, a Money in the Bank, nella cosiddetta Bloodline Civil War, Reigns e Sikoa vennero sconfitti dagli Usos dopo un lungo e sofferto incontro; Reigns subì il primo schienamento dopo oltre tre anni. Il 5 agosto, a SummerSlam, prevalse su Jey Uso in un tribal combat match, grazie al tradimento di Jimmy Uso, mantenendo il titolo. Il 4 novembre, a Crown Jewel, difese la cintura contro LA Knight.
Il 27 gennaio a Royal Rumble, difese il titolo in un fatal four-way match contro AJ Styles, LA Knight e Randy Orton.
Il 6 aprile a WrestleMania XL, fece coppia con il cugino The Rock sconfiggendo Cody Rhodes e Seth Rollins, ma la sera dopo perse il titolo contro Rhodes in un Bloodline rules match, terminando un lungo regno di 735 giorni (per il WWE Championship) e 1316 giorni (per lo Universal Championship). Dopo aver perso i titoli, si prese una pausa e Solo Sikoa si autoproclamò nuovo Tribal Chief cambiando totalmente la disposizione della Bloodline dove rimosse Jimmy Uso e Paul Heyman e aggiunse Jacob Fatu, Tama Tonga e Tonga Loa.
Tornò a SummerSlam, in occasione del match fra Cody Rhodes e Solo Sikoa che attacco quest'ultimo prima con un Superman Punch e in seguito con una Spear. Nelle puntare seguenti di SmackDown, Reigns venne attaccato e messo al tappeto dalla Bloodline. Nella puntata del 13 settembre di SmackDown la Bloodline ha attaccato Rhodes e in soccorso del campione è arrivato Roman Reigns. Questo portò a un tag team match con Rhodes contro Sikoa e Jacob Fatu il 5 ottobre a Bad Blood. Il match fu vinto da Rhodes e Reigns grazie al ritorno di Jimmy Uso.

## Vita privata
Joseph Anoa'i è per metà samoano e per metà italiano (dalla parte materna). Fa parte della famiglia Anoa'i, dinastia di wrestling statunitense di origini samoane: è infatti figlio di Sika Anoa'i e fratello minore di Matt Anoa'i (conosciuto con il ring name di Rosey, scomparso nel 2017). È un lontano cugino di The Rock, di Nia Jax, Tamina ed è inoltre parente di Rikishi, Umaga, gli Usos, Solo Sikoa e Yokozuna.
Anoa'i ha studiato management al Georgia Institute of Technology di Atlanta (Georgia) dal 2003 al 2007. Nel dicembre del 2014 si è sposato con Galina Joelle Becker, dalla quale ha avuto una figlia e due coppie di gemelli.
Nella puntata di Raw del 22 ottobre 2018 ha rivelato di essere affetto da leucemia, malattia contro cui aveva già combattuto fino al 2007. Il 25 febbraio 2019 ha annunciato la remissione della malattia e il suo prossimo ritorno sul ring dopo quattro mesi.

## Personaggio

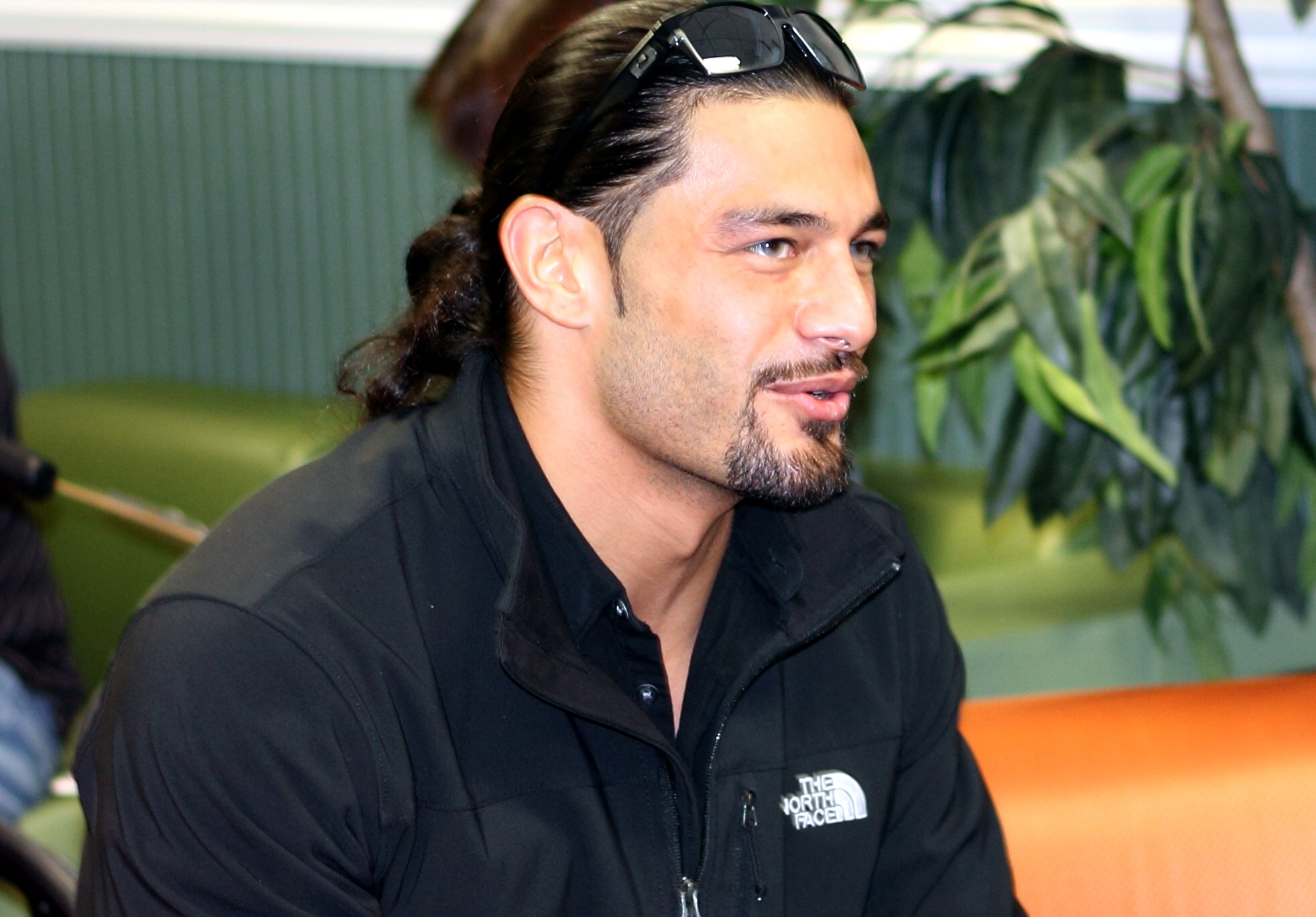
Roman Reigns nel 2013

Quando nel 2012 si trovava ad NXT, territorio di sviluppo della WWE, il personaggio di Roman Reigns era quello di un uomo d'affari che si considerava il bene più prezioso della federazione. Nel mese di novembre, dopo aver debuttato nel main roster, entrò a far parte della stable The Shield insieme a Dean Ambrose e Seth Rollins. Inizialmente presentato come il membro meno loquace del trio, a partire dall'estate del 2013 il suo atteggiamento divenne quello tipico di un "uomo sicuro di sé che ha bisogno solo di un paio di parole per arrivare al punto". In un'intervista pubblicata nel dicembre del 2014, il wrestler CM Punk rivelò che l'anno precedente, poco prima di Tables, Ladders & Chairs 2013, gli venne costantemente ricordato di mandare over Reigns durante il suo match contro lo Shield, nonostante la stable avesse dovuto perdere l'incontro come da copione.

### Critiche
Nel dicembre del 2013 Roman Reigns fu votato come "Most Improved Wrestler of the Year" dai lettori del Wrestling Observer Newsletter. Nell'edizione 2014 del royal rumble match, Reigns superò il record di Kane per il maggior numero di eliminazioni in un unico 30-Men Royal Rumble match (12) e si classificò al secondo posto alle spalle di Batista. Il pubblico presente all'arena lo sostenne a gran voce nel finale contro The Animal, nonostante all'epoca fosse un heel; Anoa'i successivamente riconobbe la reazione positiva del pubblico nei suoi confronti, affermando che "è stata una sensazione fantastica ed un momento surreale", sebbene la maggior parte dei fan si fosse schierata dalla sua parte poiché contraria alla vittoria di Batista. Nell'aprile del 2014 Steve Austin disse di aver visto un grande potenziale in Reigns, mentre David Shoemaker di ESPN scrisse che il samoano aveva il "mistero e intensità giusta per sfondare in WWE".
Dopo che lo Shield si sciolse nel giugno del 2014, a differenza di Dean Ambrose e Seth Rollins che cambiarono la loro tenuta da combattimento e la loro musica d'ingresso, Roman Reigns mantenne il tipico giubbotto antiproiettile ed una versione leggermente modificata della musica d'ingresso della stable. Durante l'estate Reigns stava ricevendo un "approvazione da parte del pubblico", ma tali reazioni positive scemarono gradualmente nel periodo autunnale. La vittoria da parte di Reigns dello Slammy Award come Superstar of the Year giunse con sorpresa, a tal punto che alcuni fan accusarono la WWE di aver falsificato i voti; tuttavia sia Pro Wrestling Insider sia il Wrestling Observer Newsletter smentirono questa ipotesi. Tra la fine del 2014 e l'inizio del 2015 gli editorialisti del Pro Wrestling Torch criticarono Reigns per avere uno stile di combattimento molto limitato, per i suoi discorsi al microfono forzati e per un "atteggiamento petulante e fastidioso che mal si addice al ruolo di babyface". L'ex wrestler Mikey Whipwreck disse che Reigns stava cercando di diventare una figura polarizzante tra i fan, come accaduto a John Cena molti anni prima.
(James Caldwell del Pro Wrestling Torch in un'intervista del febbraio 2015)
All'inizio del 2015 vari critici del settore sollevarono la preoccupazione che Roman Reigns avesse ricevuto un push troppo esagerato e repentino nonostante non fosse del tutto pronto. Dave Meltzer del Wrestling Observer Newsletter disse che in passato non c'era mai stato qualcuno meno over di Reigns in un main event di WrestleMania. Alcuni dirigenti della WWE, così come diversi wrestler e addetti ai lavori, difesero invece il samoano: Triple H affermò che nessuno sarebbe potuto essere più pronto di lui per un ruolo rilevante nella federazione, mentre Paul Heyman lo elogiò dicendo che "si è adattato al business della WWE più velocemente di chiunque altro abbia mai fatto prima".
(Roman Reigns in un'intervista del marzo 2015)
All'edizione 2015 della Royal Rumble, Roman Reigns venne fischiato pesantemente dopo la sua vittoria nella rissa reale, nonostante all'epoca fosse un face. Pro Wrestling Torch fece notare che a WrestleMania 31 Reigns ebbe bisogno di alcuni uomini della sicurezza per il suo ingresso sul ring, che fu accompagnato da una serie di fischi e diti medi. Nonostante le reazioni negative da parte del pubblico, le prestazioni del samoano a Fastlane, WrestleMania 31 ed Extreme Ruels vennero lodate dalla critica specializzata; Reigns continuò però a ricevere fischi in tutto il resto dei pay-per-view del 2015, tra cui Money in the Bank e SummerSlam.
(Roman Reigns risponde al pubblico durante una puntata di Raw dell'ottobre 2015)
All'edizione 2015 delle Survivor Series, Roman Reigns ricevette delle reazioni contrastanti da parte del pubblico quando vinse e poi perse il WWE World Heavyweight Championship. Nel mese di dicembre un editorialista di Rolling Stone scrisse che "i booker della WWE hanno dedicato talmente tanto tempo in favore di Reigns che si sono dimenticati quasi tutti gli altri wrestler presenti nel roster". Ciònonostante, nella puntata di Raw successiva a TLC, Reigns ottenne grande sostegno dopo aver vinto il suo secondo titolo mondiale contro Sheamus, tanto che il Wrestling Observer Newsletter si complimentò per come la scrisse quello show, dicendo che "hanno premuto i tasti giusti con Reigns, facendogli picchiare due dei più grandi nemici dei fan Vince McMahon e Triple H".
All'inizio del 2016 venne riportato che durante l'anno precedente la WWE aveva provato a nascondere le reazioni negative del pubblico nei confronti di Roman Reigns confiscando dei cartelloni offensivi, abbassando il volume dei fan e aggiungendo degli applausi registrati durante le sue apparizioni. Nel 2016 Reigns venne fischiato e contestato durante i match di ogni pay-per-view che lo videro coinvolto nel main event (Royal Rumble, Fastlane, WrestleMania 32, Payback, Extreme Rules, Money in the Bank e Battleground). CNET parlò della ribellione dei fan contro la WWE, dicendo che "la federazione sta cercando di fare l'impossibile per rendere Reigns il volto della compagnia, nonostante il pubblico sia a conoscenza del fatto che Dean Ambrose è la vera stella, sia negli show televisivi sia nel backstage". In un'intervista pubblicata nel marzo del 2016 David Shoemaker di ESPN affermò che "la WWE ha iniziato a costruire Reigns come il grande eroe della federazione da quasi un anno e mezzo, ma il samoano è invece diventato il wrestler più odiato fin dai tempi in cui Sgt. Slaughter adottò la gimmick di un simpatizzante iracheno nel 1990".
(Joseph Anoa'i in un'intervista dell'aprile 2016)
Nelle settimane precedenti a WrestleMania 32, Steve Austin, Rikishi ed Hulk Hogan dissero che Roman Reigns aveva bisogno di diventare heel prima di poter essere "l'eroe che la WWE vuole che sia". Allo stesso tempo Anoa'i riconobbe la reazione negativa dei fan durante alcune interviste, ma sostenne che la WWE era uno show per famiglie e lui non stava lottando per impressionare gli adulti che lo contestavano. Nelle settimane precedenti a WrestleMania 32, il samoano venne costantemente fischiato contro Triple H, nonostante The Game cercasse in tutti i modi di attirare heat su di sé nei segmenti al microfono: a tal proposito, James Caldwell del Pro Wrestling Torch affermò che la WWE era disperata e che "far ottenere della simpatia nei confronti dell'indesiderato Reigns in vista di WrestleMania sarà un duro lavoro". Nel mese di marzo, Reigns iniziò a fare la sua entrata dalla rampa d'ingresso invece che dalle scalinate attraverso il pubblico, apparentemente perché la WWE voleva fargli raggiungere il ring il più velocemente possibile. In un'intervista pubblicata nel marzo 2016 il giornalista Wade Keller disse che "Reigns non sta funzionando, i fan preferiscono chiaramente Dean Ambrose" e che "Vince McMahon sta puntando su qualcuno che, per dirla in modo semplice e senza mezzi termini, non piace ad una buona parte di fan". Ciònonostante, la WWE decise comunque di far vincere a Reigns il suo terzo titolo mondiale nel main event di WrestleMania 32 contro Triple H. Nella puntata di Raw successiva a WrestleMania 32, Roman Reigns affermò di non essere "un bravo ragazzo e nemmeno un cattivo ragazzo, ma semplicemente l'uomo da battere", facendo presupporre un cambio di personaggio più moralmente ambiguo. Appena dopo la fine di Payback, fu riportato che Reigns aveva voltato le spalle al pubblico, urlando rabbiosamente nei loro confronti. Pro Wrestling Dot Net suggerì che "la WWE è arrivata al punto di usare la "Make-A-Wish Foundation" nella speranza di mandare over Reigns come babyface"; nel mese di maggio Dave Meltzer affermò infatti che la WWE voleva che Reigns fosse colui che si occupa della beneficenza.
In seguito alla sospensione di Roman Reigns per violazione del Wellness Program nel giugno del 2016, Yahoo TV affermò che la WWE aveva finalmente l'opportunità di "smettere di fingere che Reigns sia una sorta di amabile underdog", suggerendo quindi di cambiare l'allineamento del suo personaggio ad heel, cosa che tuttavia non è accaduta per altri quattro anni, fino all'agosto del 2020.

### Mosse finali
- Come Leakee

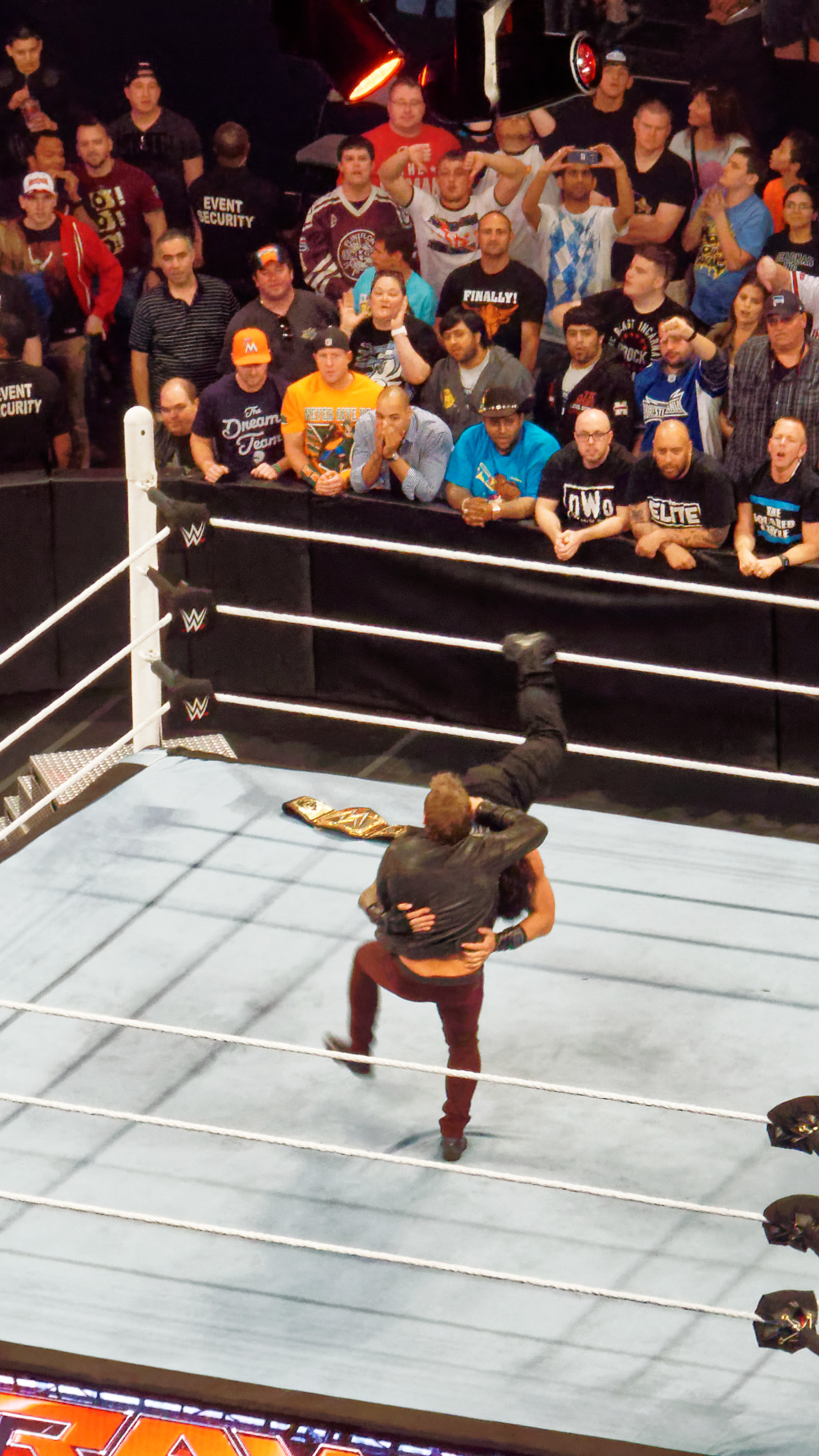
Roman Reigns mentre esegue la Spear su Chris Jericho

  - Checkmate (Spinning bulldog)[345] – 2010–2012
  - Moment of Silence (Back suplex side slam)[346] – 2010–2012
- Come Roman Reigns
  - Spear[2]
  - The Guillotine (Guillotine choke) – 2021–presente[2]

### Soprannomi
- "The Big Dog"[2][347]
- "The Enforcer of The Shield"[2][348]
- "The Guy"[341]
- "The Head of the Table"[349]
- "The Muscle of The Shield"[350]
- "The Tribal Chief"[351]

## Titoli e riconoscimenti
- CBS Sports

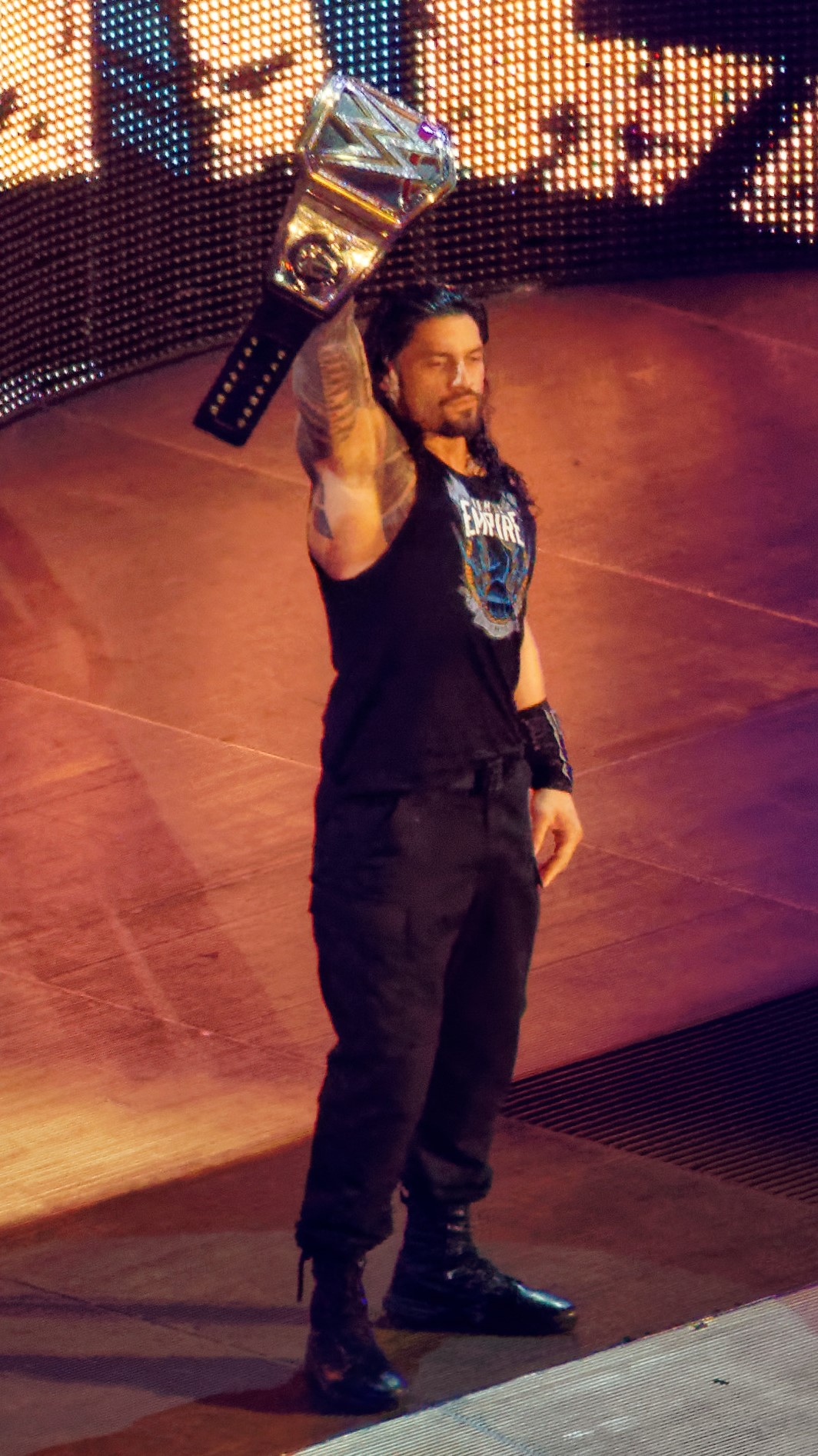
Reigns con il WWE World Heavyweight Championship, titolo che ha detenuto quattro volte

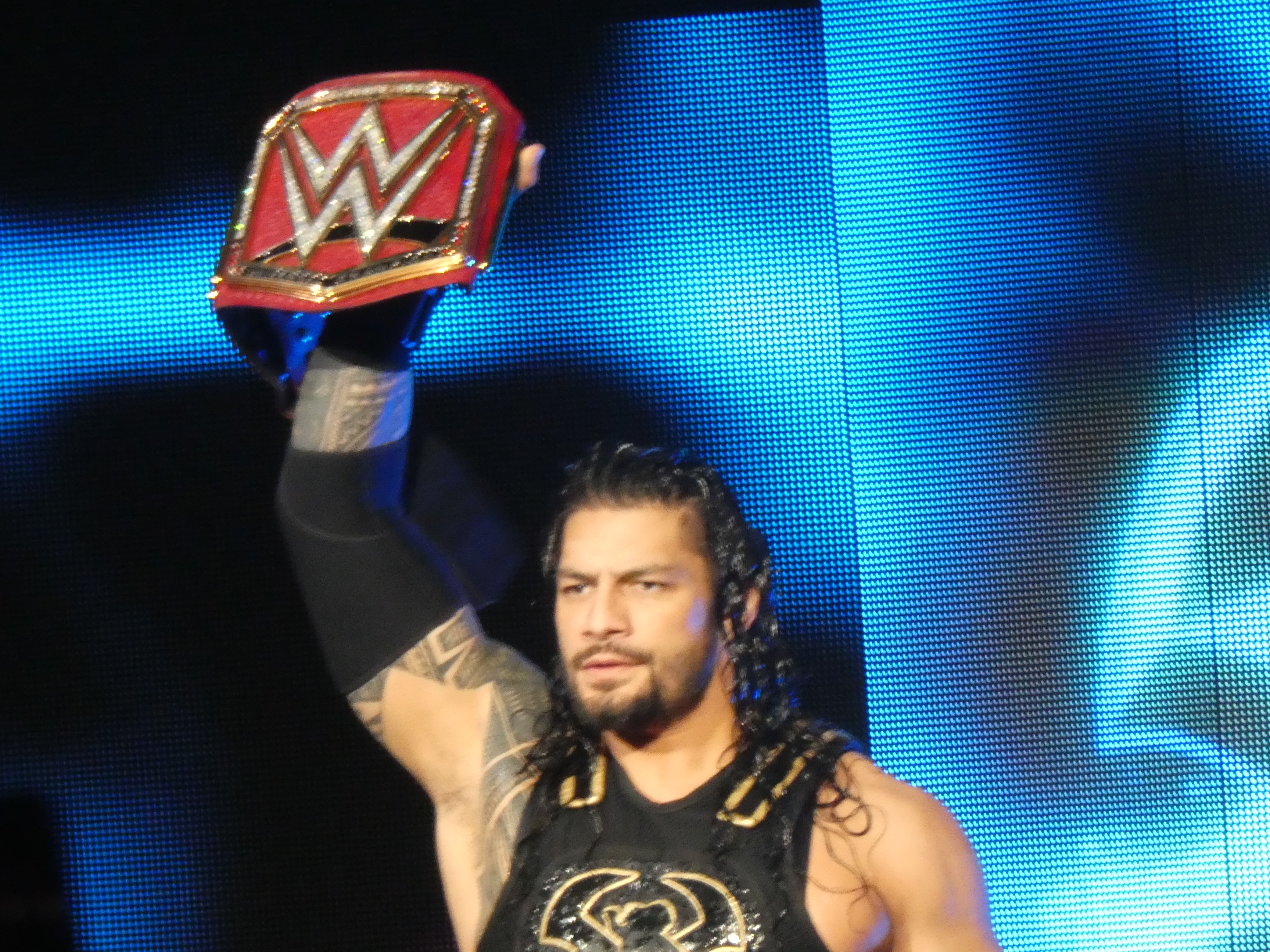
Reigns con l'Universal Championship, titolo che ha detenuto due volte, e il suo secondo regno (di 1316 giorni) è il più lungo nella storia del titolo

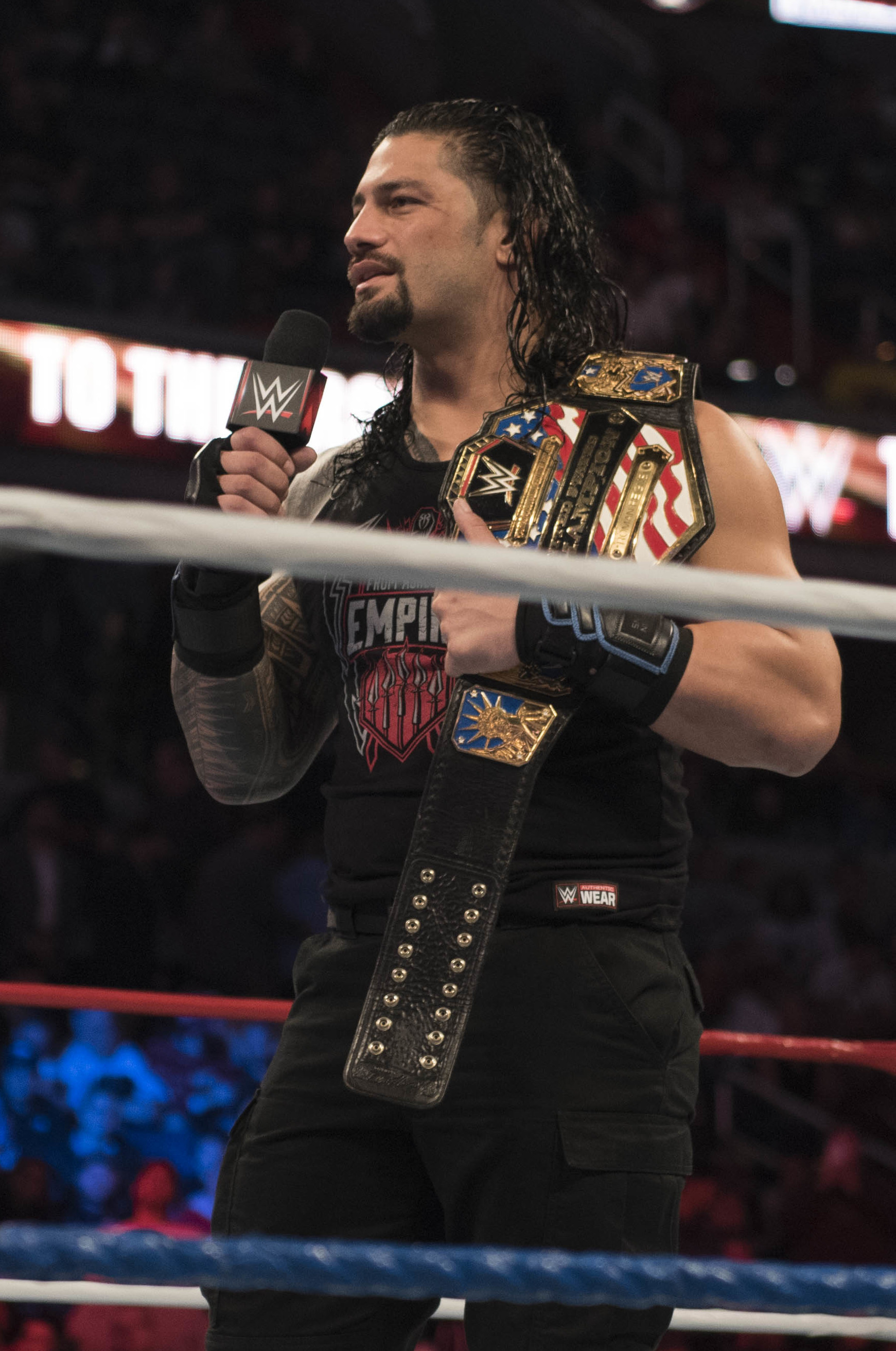
Reigns con lo United States Championship, titolo che ha detenuto una volta

  - Feud of the Year (2020) - vs. Jey Uso
- ESPY Awards
  - Best WWE Moment (2019)
- Florida Championship Wrestling
  - FCW Florida Tag Team Championship (1)[25] – con Mike Dalton
- Pro Wrestling Illustrated
  - Tag Team of the Year (2013)[352] - con Seth Rollins
  - Most Improved Wrestler of the Year (2015)
  - Most Hated Wrestler of the Year (2016)
  - Ispirational Wrestler of the Year (2018, 2019)
  - Comeback of the Year (2019)
  - 1º tra i 500 migliori wrestler singoli nella PWI 500 (2016, 2022)[353]
- Sports Illustrated
  - 3° tra i 10 migliori wrestler dell'anno (2017)
  - Wrestler of the Year (2021)
- WWE
  - WWE Championship (4)[354][10]
  - WWE Universal Championship (2)[11]
  - WWE Intercontinental Championship (1)[12]
  - WWE Tag Team Championship (1)[14] – con Seth Rollins
  - WWE United States Championship (1)[13]
  - Royal Rumble (edizione 2015)[15]
  - Triple Crown Champion[355]
  - Grand Slam Champion (nuovo formato)[356]
  - Slammy Award/Year–End Award (9)[357]
    - Breakout Star of the Year (edizione 2013)[358] - come membro dello Shield
    - Faction of the Year (edizione 2013, edizione 2014)[101][358] - come membro dello Shield
    - Trending Now (Hashtag) of the Year (edizione 2013)[358] - #BelieveInTheShield
    - "What a Maneuver!" of the Year (edizione 2013)[358] - Spear
    - Superstar of the Year (edizione 2014)[101]
    - Extreme Moment of the Year (edizione 2015)[359]
    - Best Reunion of the Year (edizione 2018) - con lo Shield
    - Hottest Rivalry of the Year (edizione 2018) - vs. Brock Lesnar
- Wrestling Observer Newsletter
  - Best Gimmick (2021)
  - Most Improved (2013)[304]
  - Tag Team of the Year (2013)[304] - con Seth Rollins
  - Most Overrated (2016)
  - Worst Feud of the Year (2013) - The Authority vs. Big Show

## Filmografia

### Attore

#### Cinema
- Countdown - Conto alla rovescia (Countdown), regia di John Stockwell (2016)
- Fast & Furious - Hobbs & Shaw (Fast & Furious Presents: Hobbs & Shaw), regia di David Leitch (2019)
- La Missy sbagliata (The Wrong Missy), regia di Tyler Spindel (2020)
- Il blindato dell'amore (The Pickup), regia di Tim Story (2025)

#### Televisione
- Cugini per la vita (Cousins for Life) – serie TV, episodio 1x09 (2019)

### Doppiatore
- I Jetson e il WWE - Viaggio nel tempo (The Jetsons & WWE - Robo-WrestleMania!), regia di Anthony Bell (2017)
- Elena di Avalor (Elena of Avalor) – serie TV, episodio 3x19 (2020)
- Steve - Un mostro a tutto ritmo (Rumble), regia di Hamish Grieve (2021)